# José Sá
José Sá (wym. [ʒuˈzɛ ˈsa], ur. 17 stycznia 1993 w Bradze) – portugalski piłkarz występujący na pozycji bramkarza w angielskim klubie Wolverhampton Wanderers oraz reprezentacji Portugalii.

## Kariera klubowa
Początkowo Sá występował w lokalnej drużynie Palmeiras FC z rodzinnej Bragi, skąd jednak w 2009 roku przeniósł się do juniorskiego zespołu klubu Merelinense FC. Na początku 2011 roku trafił na krótko do Benfiki Lizbona (drużyna U-19), by ostatecznie znaleźć się w drugoligowym Marítimo z Funchal na Maderze.
W swoim pierwszym sezonie w tym klubie występował w zespole młodzieżowym, jednak w grudniu 2011 roku został rezerwowym bramkarzem drugiego zespołu Marítimo, który wówczas występował w grupie północnej Segunda Divisão (3. liga). Do końca sezonu młody zawodnik ośmiokrotnie znajdował się w składzie meczowym, jednak ani razu nie wyszedł na boisko. Pomimo iż Marítimo B zajęło miejsce tuż nad strefą spadkową, w następstwie reformy rozgrywek (oraz awansu pierwszej drużyny do Primeira Liga) kolejny sezon rozpoczęło klasę wyżej, w Segunda Liga. Sezon 2012/2013 Sá rozpoczął jako rezerwowy w drugim zespole, a z czasem zaczął pojawiać się także na ławce w meczach Marítimo „A”. Pod koniec stycznia 2013 roku zadebiutował w Segunda Liga w meczu z UD Oliveirense i do końca sezonu opuścił zaledwie jedno spotkanie.

## Kariera reprezentacyjna
José Sá do reprezentacji Portugalii trafił dopiero w październiku 2012 roku (drużyna do lat 20), kiedy to Portugalczycy podejmowali Australijczyków. W maju i czerwcu 2013 roku był jednym z bramkarzy podczas Turnieju w Tulonie, gdzie młodzieżowa reprezentacja Portugalii zajęła 4. miejsce. Kilka dni po zakończeniu tej imprezy Sá otrzymał powołanie na Mistrzostwa Świata do lat 20 w Turcji.